# كاسلفينيا: بورتينت أوف روين
كاسلفينيا: بورتينت أوف روين (بالإنجليزية: Castlevania: Portrait of Ruin)‏ ، هي لعبة فيديو من نوع أكشن ومغامرات، أنتجت كونامي سنة 2006م، وتلعب اللعبة من نوع اللعبة الفردية واللعب الجماعي.

## وصلات خارجية
- Official website (باليابانية)
- كاسلفينيا: بورتينت أوف روين على موبي غيمز
- ActImagine Press Release
- E3 2005: Nintendo's E3 2005 Press Conference at IGN